# Mario Ferruccio Belli
Mario Ferruccio Belli (San Vito di Cadore, 8 settembre 1932 – Cortina d'Ampezzo, 18 ottobre 2024) è stato uno storico e giornalista italiano, autore di studi sulla storia del Cadore e di Cortina d'Ampezzo.

## Biografia
Nato nel 1932 a San Vito di Cadore, si trasferì a Cortina d'Ampezzo nel 1958.
Si laureò in Giurisprudenza all'Università di Ferrara, con una tesi sul diritto penale negli antichi Statuti del Cadore. Iscritto all'albo dei giornalisti pubblicisti, lavorò nel giornalismo e nella comunicazione. Dal 1960 al 1967, Belli è stato corrispondente per Il Gazzettino. Successivamente scrisse per Il Corriere della Sera dal 1967 al 1985. Collaborò con diverse emittenti radiofoniche e televisive, tra cui Rai 3, Telecortina, Radiocortina, negli ultimi anni, con Telebelluno per la trasmissione Nuoes Ladines. Pubblicò articoli per numerosi giornali e riviste come L'Amico del Popolo, Il Cadore, Dolomiti, Alpi Venete, Cortina Magazine, Le Dolomiti Bellunesi, Altro e Oltre e Voci di Cortina.
La sua ricerca storica si concentrò principalmente sulla storia, il turismo e la vita culturale delle donne e degli uomini del Cadore e di Cortina d'Ampezzo. Autore di una ventina di libri, nel 1973 vinse il Premio Cultura della Presidenza del Consiglio dei Ministri per la sua Storia di Cortina d'Ampezzo.
Amico di Dino Buzzati, egli lo menziono' nel racconto Sono quasi fortunati i caprioli di Val del Boite.
Nel 2012, ottenne il titolo di Commendatore della repubblica per il suo lavoro di scoperte storiche sulla valle d'Ampezzo, il Cadore e sull'Uomo di Mondeval.
Il Presidente della Regione Veneto, Luca Zaia dice di lui attraverso un comunicato stampa apparso il 18 novembre 2024, “Se ne va un grande conoscitore del nostro territorio, delle nostre montagne e della nostra storia. Un uomo colto e un appassionato divulgatore, che ha fatto della diffusione della cultura e della conoscenza la sua professione. Autore di una ventina di libri, tra guide, racconti e saggi storici, ha descritto nelle sue opere luoghi e tradizioni a noi veneti molto cari, restituendo l’unicità dei paesaggi del Cadore, a cui era profondamente legato”.e continua dicendo "Vincitore nel 1973 del Premio Cultura della presidenza del Consiglio dei ministri per la sua Storia di Cortina d’Ampezzo, nel 2012 è stato anche insignito del titolo di Commendatore della repubblica per il suo lavoro di ricerca sulla valle d’Ampezzo. Il suo contributo resterà una preziosa testimonianza per le nuove generazioni."

## Opere principali
Libri storici
- Storia di Cortina d'Ampezzo, Edizioni Tamari Bologna, 1972 ,  "Premio cultura della Presidenza del Consiglio dei Ministri, Roma, 1973" , 2ª ed. 1974; 3ª ed. 1982; 4ª edizione Grafiche De Bastiani, Vittorio Veneto,. 2014,   ISBN 978-8884663788
- La Guerra in Valle del Boite, Belluno, 1975; 2ª ed., Pieve di Cadore, 1991.
- La Conquista del 3º Grado, Luigi Cesaletti nel 1º Centenario, con Tarcisio De Lotto, Pieve di Cadore, 1977.
- S.Vito di Cadore. Con il Diario della Invasione Austro-Tedesca del 1917-1918 del Maestro del Favero Goluto, Ed. Tipografia Piave, Belluno, 1976
- Sui Sentieri del Papa in Cadore, Cortina, 1990; 2ª ed. Grafiche Sanvitesi, 2010, ISBN 978-8889741184.
- Cortina d'Ampezzo, 1914-1918: Dall'Austria all'Italia, Editore Dario De Bastiani, 1993, ISBN 978-8884665522
- San Vito di Cadore: La Chiesa Pievanale e il Campanile, San Vito, 2004, ISBN 9788889741016
- Cortina d'Ampezzo da Aquileia ai Santi Filippo e Giacomo, Belluno, 2006.
- El Cianpanin - Storia del Campanile di Cortina d'Ampezzo, Cortina, 2009. ISBN 888717427X
- La Madonna della Difesa a San Vito di Cadore, Edizione Grafica Sanvitese, 2013,

Guide
- Guida di San Vito di Cadore, Pieve di Cadore, 1984.
- Guida di Borca e Vodo nel Cadore, Pieve di Cadore, 1985.
- Guida di Cortina, Locus Laetissimus, Pieve, 1997.
- La provincia delle Dolomiti. Belluno. Sara Ventura e Mario Ferruccio Belli Multilingue, italiano e inglese, Vianello libri, 2010, ISBN 978-8872003435

Libri con altri autori e Riviste
- Belluno, viaggio intorno a una provincia A cura di Maurizio Busta. Libreria Pilotto Editrice, Feltre, 1988, ISBN 978-8885152007
- In Cadore al tempo di Tiziano, con Giandomenico Zanderigo Rosolo, Tipografia Tiziano, Pieve di Cadore, 1990

Racconti
- Dolomiti e Magia, Padova, 1981; 2ª ed.,  disegni di Mario Ulliana, Grafiche de Bastiani, Vittorio Veneto, 2008.
- Anguane, Volpi, Orsi e Castelli: Storie nelle Dolomiti, 31 tavole di Vico Calabrò, Grafiche De Bastiani, Vittorio Veneto, 2011.